# International Journal of Photoenergy
International Journal of Photoenergy is een internationaal, aan collegiale toetsing onderworpen open access wetenschappelijk tijdschrift over fotochemie en zonne-energie.
De naam wordt in literatuurverwijzingen meestal afgekort tot Int. J. Photoenergy.
Het is opgericht in 1999 en wordt uitgegeven door Hindawi Publishing Corporation.